# Rödtjärnen (Anundsjö socken, Ångermanland, 706253-160738)
Rödtjärnen är en sjö i Örnsköldsviks kommun i Ångermanland och ingår i Moälvens huvudavrinningsområde. Sjöns area är 0,027 kvadratkilometer och den befinner sig 257 meter över havet.